# Gino Strada
Luigi Strada, detto Gino (Sesto San Giovanni, 21 aprile 1948 – Honfleur, 13 agosto 2021), è stato un medico, attivista, filantropo e scrittore italiano, fondatore, assieme alla moglie Teresa Sarti, dell'ONG italiana Emergency.

## Biografia
(Gino Strada in un'intervista al Corriere della Sera)
Nato a Sesto San Giovanni , il 21 aprile 1948,  cresce in un ambiente cattolico sensibile alla realtà sociale che si ispira alle idee del Concilio Vaticano II, per poi aderire alla corrente comunista universitaria. Dopo aver terminato gli studi superiori presso il liceo classico "Carducci", Strada ha conseguito la laurea in medicina e chirurgia presso l'Università Statale di Milano nel 1978, all'età di trent'anni, e si è poi specializzato in chirurgia d'urgenza. Durante gli anni della contestazione è uno degli attivisti del Movimento Studentesco.
Gino Strada era ateo, e riguardo a Dio ha affermato «Non ne sento alcun bisogno. Penso che il significato delle cose stia nelle cose stesse, non al di fuori o al di sopra». È stato molto amico del noto prete di strada Andrea Gallo.
Nel 2001 ha ricevuto il Premio L'Altropallone per il suo appello "Sport e Pace".
Nel 2013 ha dichiarato di non votare alle elezioni da circa trent'anni, per esprimere la propria disapprovazione verso la politica italiana, ma nel 2014 ha dichiarato di sostenere la coalizione italiana di sinistra L'Altra Europa con Tsipras.

### Attività di chirurgo di guerra
Viene assunto dall'ospedale di Rho facendo poi pratica nel campo del trapianto di cuore fino al 1988, quando si indirizza verso la chirurgia traumatologica e la cura delle vittime di guerra. Negli anni '90 si specializza in chirurgia cardiopolmonare, lavorando negli Stati Uniti, alle università di Stanford e Pittsburgh, all'Harefield Hospital (Regno Unito) ed al Groote Schuur Hospital di Città del Capo (Sudafrica), l'ospedale del primo trapianto di cuore di Christiaan Barnard.
Nel periodo 1989-1994 lavora con il Comitato internazionale della Croce Rossa in varie zone di conflitto: Pakistan, Etiopia, Perù, Afghanistan, Angola, Somalia e Bosnia-Erzegovina. Proprio sulla base delle esperienze vissute in queste nazioni, ha narrato diverse storie (nel libro Pappagalli Verdi) sul suo operato nelle vesti di chirurgo di guerra.

### Emergency e altre attività

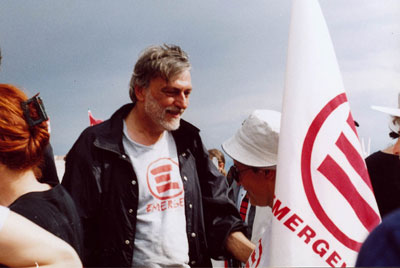
Gino Strada alla marcia della pace Perugia-Assisi, nel 2002

Grazie a questa esperienza sul campo, Strada e un gruppo di colleghi decidono di fondare Emergency, un'associazione umanitaria internazionale per la riabilitazione delle vittime della guerra e delle mine antiuomo che, dalla sua fondazione nel 1994 alla fine del 2021, ha fornito assistenza gratuita a oltre 10 milioni di pazienti in 16 paesi nel mondo.
Ha pubblicato due libri che hanno ottenuto un certo successo di pubblico e critica: Pappagalli verdi: cronache di un chirurgo di guerra e Buskashì. Viaggio dentro la guerra.
Nel 2001 è vincitore del premio Colombe d'Oro per la Pace, assegnato annualmente dall'Archivio disarmo a una personalità distintasi in campo internazionale.
Dal 2002 è cittadino onorario della città di Empoli, in Toscana, e dal 2003 anche della città di Montebelluna, cittadina veneta. Ha ricevuto alcuni voti nello scrutinio segreto alle elezioni presidenziali del 2006.
Nel 2004 l'Università degli Studi della Basilicata gli ha conferito una laurea honoris causa in Ingegneria per l'ambiente e il territorio.
Nel marzo 2007, durante il sequestro in Afghanistan del giornalista de La Repubblica Daniele Mastrogiacomo ha assunto una posizione di rilievo nelle trattative per la sua liberazione.
Nel 2009 muore la moglie Teresa Sarti; il ruolo di presidente di Emergency viene quindi assunto dalla figlia Cecilia.
In Italia, Gino Strada ha assunto negli anni posizioni critiche nei confronti dei governi guidati da Massimo D'Alema, Romano Prodi, Silvio Berlusconi, Mario Monti, Enrico Letta, Matteo Renzi, Paolo Gentiloni e Giuseppe Conte per le loro scelte a sostegno della guerra, per la partecipazione dell'Italia a diversi conflitti recenti, per l'aumento continuo delle spese militari da questi sostenute, per le politiche sull'immigrazione ed i respingimenti.
La maggior parte delle critiche sono relative alla partecipazione dell'Italia all'intervento NATO in Afghanistan – noto anche come operazione ISAF – valutate da Gino Strada e dalla sua organizzazione, che vi opera, come una barbarie commessa contro la popolazione afghana in aperta violazione dell'articolo 11 della Costituzione italiana.
Egli si è spinto a tali affermazioni poiché riteneva l'intervento della NATO, e di conseguenza dell'Italia, spinto da interessi economici. Anche se diversi considerano la posizione di Gino Strada come un esempio di pacifismo radicale, moralista e utopico, a tal proposito Strada stesso ha dichiarato:
(Gino Strada, Intervista a Che tempo che fa)
Il 13 aprile 2013 viene eletto tra i dieci possibili candidati alla Presidenza della Repubblica alle cosiddette "quirinarie" del Movimento 5 Stelle. Giunto secondo alle spalle di Milena Gabanelli, in seguito alla rinuncia della stessa, diviene un possibile candidato. Poco dopo decide tuttavia di ritirarsi, in favore del terzo possibile candidato, Stefano Rodotà. Successivamente diverrà un aspro critico del Movimento.
Nel 2015 ha ricevuto il Right Livelihood Award "per la sua grande umanità e la sua capacità di fornire assistenza medica e chirurgica di eccellenza alle vittime della guerra e dell'ingiustizia, continuando a denunciare senza paura le cause della guerra"; primo italiano ad essere insignito di tale riconoscimento, se non si considera il premio del 2008 a Monika Hauser, che ha cittadinanza italiana ma è nata e cresciuta in Svizzera. Nello stesso anno è stato candidato alla successione al Quirinale da parte del Movimento 5 Stelle.
In suo onore è stato intitolato l'asteroide 248908 Ginostrada.
Il 3 febbraio 2017 a Seul ha ricevuto il riconoscimento del SunHak Peace Prize, un premio per la pace istituito nel 2015 dalla signora Hak Ja Han, moglie del defunto Sun Myung Moon, fondatore della Chiesa dell'Unificazione. Gino Strada è stato vincitore assieme a Sakena Yacoobi. I due sono stati scelti tra 227 candidati da oltre 76 nazioni.

### Morte
È morto improvvisamente a Honfleur, in Francia, all'età di 73 anni, il 13 agosto 2021 dopo aver sofferto da tempo di problemi cardiaci.

## Vita privata
Strada frequentava anche gruppi di volontariato cattolico, dove ha conosciuto nel 1971 Teresa Sarti, che diventerà sua moglie nello stesso anno (lei sarà cofondatrice e presidente di Emergency). I due hanno avuto una figlia nel 1979, Cecilia. Teresa morì nel 2009.
A giugno 2021, il sindaco di Milano, Giuseppe Sala, lo ha unito in matrimonio con Simonetta Gola, responsabile per Emergency della comunicazione e delle campagne di raccolta fondi.

## Omaggi
Il 2 novembre 2021 il suo nome viene iscritto sulla lapide del famedio del cimitero monumentale di Milano.
Il 10 gennaio 2022, ad Andria, gli viene intitolata la prima Scuola Statale: il CPIA BAT "Gino Strada", una scuola per adulti. La stessa Istituzione Scolastica gli dedica, nei pressi dell'ingresso alla sede centrale, nel quartiere San Valentino, un murales su una parete di 12 metri per 10 per raccogliere e ricordare la sua eredità culturale. Sul murales si leggono le parole di Gino: «I diritti degli uomini devono essere di tutti, proprio di tutti, altrimenti chiamateli privilegi»
Nella medesima scuola, il 2 marzo 2023, Simonetta Gola, insieme a tutta la Comunità Educante del CPIA BAT "Gino Strada", ha messo a dimora "L'olivo di Gino".

## Opere
- Pappagalli verdi. Cronache di un chirurgo di guerra, Milano, Feltrinelli, 1999. ISBN 88-07-17032-9.
- Buskashì. Viaggio dentro la guerra, Milano, Feltrinelli, 2002. ISBN 88-07-17069-8.
- Il senso delle parole, in Linda Bimbi (a cura di), Not in my name. Guerra e diritto, Roma, Editori Riuniti, 2003. ISBN 88-359-5392-8.
- Il centro di riabilitazione Sulaimaniya in Massimo Nava, Vittime. Storie di guerra sul fronte della pace, Roma, Fazi, 2005. ISBN 88-8112-605-2.
- Una persona alla volta, Milano, Feltrinelli, 2022. ISBN 978-88-07-17340-0.
- Diario di un sogno possibile, Milano, Feltrinelli, 2023. ISBN 9788807923951.